# Harelde de Miquelon
Clangula hyemalis · Cacaoui
Genre
Espèce
Statut de conservation UICN

 VU A4bce : Vulnérable
La Harelde de Miquelon ou Harelde kakawi ou encore Harelde boréale (Clangula hyemalis) est une espèce de canards plongeurs marins de la famille des Anatidés. C'est la seule espèce du genre Clangula.

## Nomenclature
Harelde viendrait de l'islandais havela, du danois havlit qui sont les noms de cet oiseau dans ces langues.
Elle est également appelée Harelde boréale, Harelde de Miquelon ou Harelde du Nord, voire Garrot de Miquelon, Fuligule de Miquelon, Canard de Miquelon, Harelde glaciale, Morillon glacial, Criard d'hiver, Petit Pilet, Pilet dériveur, Micloux, Canard à longue queue de Terre-Neuve, Sarcelle de Féroé ou Canard des glaces[réf. nécessaire].

## Identification
Ce canard mesure de 41 à 60 cm de longueur pour une envergure de 72 à 80 cm et une masse entre 450 et 1 030 g.
Le mâle est brun-noir en été, en dehors des flancs et d'une tache oculaire, blancs. En hiver, il est de couleur blanchâtre, en dehors de la poitrine, des ailes et de la tache faciale, qui sont noires. En toutes saisons, il possède une longue queue effilée noire.
La femelle a une queue courte, un dos sombre et un ventre blanc.

## Aire de répartition

zone de nidification
voie migratoire
aire d'hivernage

Originaire de Terre-Neuve, présente en Scandinavie, en Écosse, le long des côtes de l'Atlantique, des côtes du Pacifique, des grands lacs du Canada et des îles Saint-Pierre-et-Miquelon, elle migre dès juillet pour aller jusqu'en Afrique du nord en longeant les côtes. Elle fréquente sporadiquement les lacs alpins. Selon le site , plusieurs centaines stationnent de la mi-octobre à fin avril, voire mi-mai autour de l'archipel de Saint-Pierre-et-Miquelon et parmi ceux-ci quelques-uns se trouvent dans le secteur du Grand Barachois, l'anse de la Pointe au Cheval et la Pointe aux alouettes.

## Habitat
La Harelde de Miquelon niche dans la toundra. En hiver, elle est principalement sur les côtes marines et les lagunes.

## Comportement
La Harelde de Miquelon est un oiseau peu farouche. Elle est toujours en mouvement, plongeant sans cesse. Elle prend son essor facilement et vole habituellement au ras de l'eau. Elle vole très vite, sa vitesse en migration pouvant atteindre 100 km/h. C'est une espèce dont la chasse est autorisée.

## Régime alimentaire
C'est un excellent plongeur. Elle plonge avec les ailes entrouvertes, pendant une minute voire deux, à des profondeurs de 10 à 15 mètres. Le record étant à 60 mètres sur des lacs américains.
Elle se nourrit principalement de mollusques, de crustacés, de petits poissons, de vers, voire d'insectes au cours de l'été.

## Reproduction

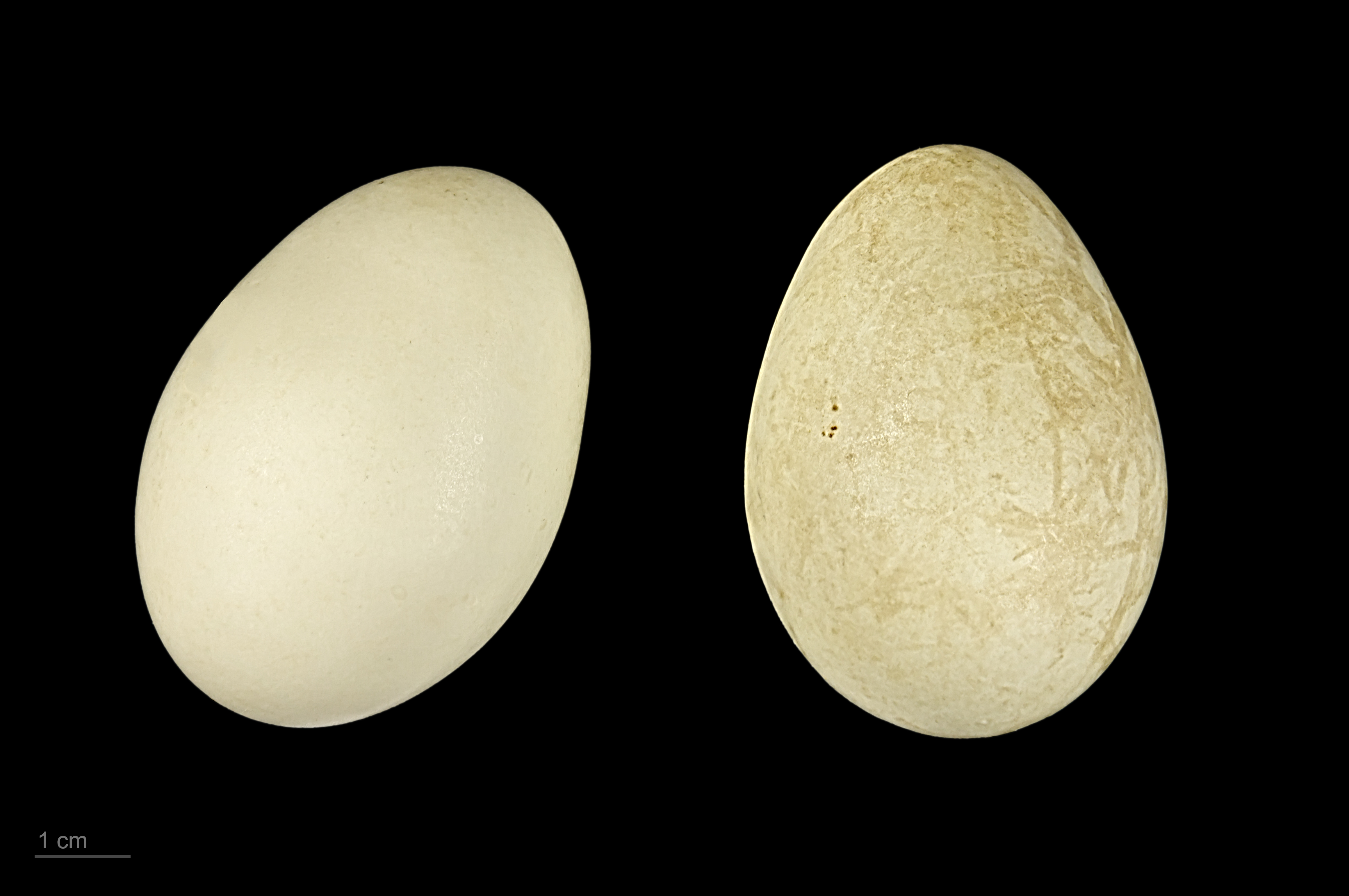
Clangula hyemalis - MHNT

La femelle pond une couvée par an de 6 à 7 œufs. Le nid est situé près de l'eau, sur le sol, à l'abri de la végétation. Il est habituellement construit dans une légère cuvette et est tapissé de feuilles et de plumes du duvet de la femelle.